# FC Bayern München
FC Bayern München (uradno: Fußball-Club Bayern München e. V.) je nogometni klub, ki prihaja iz bavarske prestolnice Münchna. Bayern München je daleč najuspešnejši  nemški nogometni klub, s šestimi osvojenimi naslovi v Ligi prvakov, 33 naslovi državnega prvaka in 20 naslovi pokalnega prvaka Nemčije.

Klub je ustanovila skupina nogometašev leta 1900. Čeprav je Bayern osvojil svojo prvo državno prvenstvo leta 1930, ob ustanovitvi Bundeslige leta 1963 ni bil izbran za igranje v njej. V sedemdesetih letih je klub doživel najuspešnejše obdobje v svoji zgodovini. Ekipa pod vodstvom klubske legende Franza Beckenbauerja je osvojila tri zaporedne evropske pokale med letoma 1974 in 1976. V zadnjih letih so daleč najuspešnejša ekipa v nemškem nogometu, zmagali so sedem od zadnjih desetih državnih prvenstev. Zadnji evropski pokal so osvojili leta 2013, ko so bili najboljši v tako v Ligi prvakov, kot tudi v Bundesligi in nemškem pokalu. Od začetka sezone 2005-06, München igra svoje domače tekme na štadionu Allianz Arena. Prej je ekipa 33 let domovala na olimpijskem stadionu. Klubske barve so rdeča in bela. Bayern je klub, ki temelji na več kot 277.000 članih. Obstaja tudi več kot 4.000 uradno registriranih fan klubov. Klub ima še oddelke za šah, rokomet, košarko, gimnastiko, balinanje, namizni tenis, sodnike z več kot 1.100 aktivnimi člani.
Kapetan je od leta 2017 Manuel Neuer. Na tem položaju je nasledil Philippa Lahma, ki je končal kariero. Bayern je osvojil trojčka v sezoni 2019/20 z nemškim trenerjem pod imenom Hansi Dieter Flick. Nato ga je nadomestil Julian Nagelsmann, danes pa vodi Bayern Thomas Tuchel, ki ga bo ob zaključku sezone 2023/24 napustil.

## 10 najdražjih nakupov v zgodovini kluba
1. Harry Kane iz Tottenhama - 95 mio EUR
2. Lucas Hernandez iz Atletica- 80 mio EUR
3. Matthijs de ligt iz Juventusa - 67 mio EUR
4. Min-jae Kim iz Napolija - 50 mio EUR
5. Leroy Sané iz Manchester citya - 49 mio EUR
6. Dayot Upamecano iz Leipziga - 42,5 mio EUR
7. Corentin Tolisso iz Lyona – 41,5 mio EUR
8. Javi Martinez iz Bilbaa – 38,6 mio EUR
9. Arturo Vidal iz Juventusa – 35,7 mio. EUR
10. Mario Götze iz Borussie Dortmund – 35,7 mio. EUR

## Zgodovina

### Zgodnja leta (1900-1965)
FC Bayern München je bil ustanovljen leta 1900, ko je zbor članov MTV 1879 odločil, da se nogometaši njihovega kluba ne smejo pridružiti Nemški nogometni zvezi (DFB). Enajst članov kluba je zapustilo klub in še isti večer so ustanovili nogometni klub FC Bayern München. V nekaj mesecih je FC Bayern premagal vse lokalne tekmece in prišel do polfinala južno-nemškega prvenstva. Bayern je kasneje osvojil še nekaj lokalnih lovorik. Leta 1910 se je klub včlanil v novoustanovljeno prvo nemško regionalno ligo - "Kreisligo". Ligo so osvojili že prvo leto, vendar jim to kasneje, vse do začetka prve svetovne vojne, ni več uspelo. V letih takoj po prvi svetovni vojni je Bayern München osvojil več regionalnih tekmovanj; njihov prvi državni naslov so osvojili  leta 1932, ko je klub deloval pod vodstvom trenerja Richarda Kohna.
Po prihodu Hitlerja na oblast se je razvoj Bayerna ustavil. Predsednik in trener, ki sta bila judovskega rodu sta zapustila državo, mnogi drugi v klubu pa so bili odstavljeni. Kot polprofesionalno moštvo pa se je moral popolnoma amaterizirati. V naslednjih letih Bayern ni več krojil državnega vrha, ampak se je moral boriti za preživetje v svoji regionalni ligi.
Po vojni je Bayern spadal v južno konferenco nemške lige, ki je bila takrat razdeljena na pet delov. V teh časih so v klubu zamenjali kar trinajst trenerjev in v klubu so nastopile tudi finančne težave. Leta 1955 se je v klubu pojavila lovorika za osvojitev DFB-pokala. Kasneje so klub pestile finančne težave in v 50 letih se je klub znašel na robu propada. Ko so ustanovili Bundesligo, Bayern sprva sploh ni bil uvrščen vanjo, saj liga ni hotela vključiti dveh klubov iz istega mesta in Bayern je moral čakati dve leti, da so ga vključili v elitno ligo. Takrat je Bayern nastopal z mlado ekipo, polno talentov, kot so bili Franz Beckenbauer, Gerd Müller in Sepp Maier, ki so kasneje zaznamovali nemški nogomet.

### Zlata leta (1965-1979)
Sledila so tako imenovana zlata leta. Bayern je prvo sezono v Bundesligi končal na tretjem mestu in v isti sezoni osvojil tudi pokalni naslov. Tako so se kvalificirali tudi za Pokal pokalnih zmagovalcev in ga tudi osvojili, po dramatičnem finalu proti Rangersom. Finale je odločil Franz "der Bulle" Roth, ko je zadel v podaljšku za 0-1. Leta 1967 so zadržali pokal v Münchnu, vendar je počasni napredek odnesel trenerja in na klop je sedel hrvaški strateg Branko Zebec, ki je v Bayernovo igro prinesel več discipline. 
Leta 1970 je na trenerski stolček sedel Udo Lattek, ki je klub vodil kar pet let in že v prvi sezoni osvojil dvojno krono. Tekma proti Schalkeju v sezoni 1971/72 je bila prva na novem Olimpijskem štadionu in prva, ki jo je nemška televizija prenašala v živo. Bayern je osvojil še nadaljnji dve domači prvenstvi, vendar je vsekakor bolj pomemben evropski naslov, ki so ga osvojili proti španskem Atleticu Madridu. V naslednjih letih je uspešnost Bayerna v domačih tekmovanjih padla, vendar so uspeli ubraniti evropski naslov, in sicer v finalu proti angleškemu Leeds Unitedu. Leto kasneje jim je dosežek v finalu proti AS Saint-Étienne uspelo še tretjič ponoviti in s tem je Bayern postal tretji klub, ki mu je v treh zaporednih letih uspelo trikrat osvojiti naslov evropskega prvaka. Vsa uspešna leta je bil glavna zvezda na igrišču legendarni libero (centralni obrambni-štoper) igralec Franz Beckenbauer, za razigravanje sredine igrišča Ulrich „Uli“ Hoeneß, za zadetke pa je skrbel Gerd Müller. Odhod obeh igralcev leta 1977 in 1979 v ZDA je zaznamoval konec Bayernove zlate dobe.

### Obdobje dominacije v Nemčiji (1979–98)
V letu 1980 je Bayern pretresalo veliko kadrovskih in finančnih težav. Paul Breitner je leta 1980 in 1981 klub popeljal do dveh naslovov državnih prvakov. Sledili sta dve dokaj neuspešni leti, ki sta odnesli trenerja in na vroči stolček se je vrnil Udo Lattek. Nato je Bayern v naslednjih 6 letih osvojil 5 naslovov državnih prvakov. Za Bayern so nato sledili zelo težki časi, saj so se komaj izognili izpadu iz Bundeslige. Trenersko mesto je za drugo polovico sezone 1993/1994 zasedel Franz Beckenbauer in po 4 letih pokal za državnega prvaka vrnil v München. Kasneje je bil Beckenbauer imenovan za predsednika kluba. 
Klub ni uspel najti uspešnega trenerja in tako Giovanni Trapattoni, kot tudi Otto Rehhagel sta bila odstavljena že po eni sezoni brez lovorik. V tem času so igralci Bayerna večkrat polnili strani tako rumenih časopisov, kot tud športnih, zato je Bayern prejel vzdevek FC Hollywood. Spet se je za kratek čas vrnil Franz Beckenbauer in klub popeljal do naslova UEFA tekmovanja. V finalu je padel francoski Bordeaux. V sezoni 1996/97 se je vrnil Trapattoni in osvojil naslov Bundeslige, vendar so ga v naslednji sezoni izgubili, zato je italijanski strateg moral ponovno oditi.

### Novejša zgodovina (1998-2010)
Med letoma 1998 in 2004 je ekipo vodil Ottmar Hitzfeld. Že v prvi sezoni na klopi Bayerna je osvojil Bundesligo in prišel do finala Lige prvakov, kjer je z igralci nesrečno izgubil proti Manchester Unitedu po podaljšku z 2-1. V sezoni 2000/01 je Bayern ponovno postal prvak Bundeslige in po 25 letih spet osvojil tudi najprestižnejšo evropsko tekmovanje - Ligo prvakov. V finalu so po enajstmetrovkah premagali špansko Valencio. Ottmar Hitzfeld je ekipo vodil do leta 2004.
Za njim se je na trenerski stolček usedel Felix Magath, ki je Bayern pripeljal do dveh dvojnih dvojčkov. Pred začetkom sezone 2005-06 se je Bayern preselil z olimpijskega stadiona na novo Allianz Areno. Sezona 2006-07 je bila katastrofalna, saj niso osvojili nobene lovorike, zato je Magath moral zapustiti klub. Do konca sezone je Magatha nadomestil kar Ottmar Hitzfeld, vendar je bilo časa premalo in Bayern je končal na četrtem mestu in prvič v desetletju ostal brez Lige prvakov.
V sezoni 2007/08 je sledila prenova ekipe, katere sledi so v moštvu vidne še danes. Prišli so Luca Toni iz Fiorentine, Miroslav Klose iz Werder Bremna in Franck Ribéry iz Marseilla, za vse okrepitve pa so odšteli kar 85 milijonov evrov. Vložek se jim je vsaj delno izplačal z zmago v Bundesligi v naslednji sezoni.
Leta 2008 je bil za trenerja imenovan Jürgen Klinsmann, ki se je zelo izkazal z nemško reprezentanco. Štart v Bundesligo je bil katastrofalen, saj je Bayern od prvih šestih tekem uspel zmagati le dve. V Ligi prvakov so se prebili do četrtfinala potem ko so v osmini finala Sporting izločili kar z 12-1 v skupnem seštevku. Po porazu v Bundesligi, ko je Bayern zdrsnil na tretje mesto, je bil Klinsmann odpuščen. Nadomestil ga je Jupp Heynckes. V četrtfinalu se je Bayernova pot v Ligi prvakov končala, po porazu proti Barceloni s 5-1 v skupnem seštevku. Bayern je sezono le uspel končati na drugem mestu in se tako neposredno uvrstil v Ligo prvakov. 
Ob začetku sezone 2009/10 je na klop Bayerna sedel Louis Van Gaal, ki je dal priložnost številnim mladim igralcem, najbolje pa sta jo izkoristila Thomas Müller in Holger Badstuber. Avgusta 2009 je v klub prišel tudi nizozemski zvezdnik Arjen Robben, ki je prikazal odlične igre in Bayernu pomagal do zelo uspešne sezone. Bavarci so se v Ligi prvakov med najboljših 16 v Evropi uvrstili po visoki zmagi v Torinu proti Juventusu, rezultat je bil kar 1-4. V osmini finala se je Bayern nato pomeril s Fiorentino, ki so jo izločili zaradi boljšega števila golov v gosteh (2:1; 2:3). Zgodba se je ponovila tudi proti Manchester Unitedu, ki je pred dvobojem veljal za enega izmed glavnih favoritov za končni naslov, vendar je njihove sanje končal Bayern, ki je napredoval zaradi večjega števila golov v gosteh(2:1; 2:3). Bavarci so se nato v polfinalu pomerili s francoskim Lyonom, ter ga zanesljivo premagali s skupnim rezultatom 5-0. Bayern je v tej sezoni osvojil dvojno krono, tako naslov državnega prvaka, kot tudi naslov pokalnega prvaka, v finalu Lige prvakov pa so morali premoč priznati milanskemu Interju.

### Sedanjost (2010- )
Po izjemno uspešni sezoni, ko je klub igral v finalu Lige prvakov je sledila serija slabih predstav, predvsem v začetku sezone. Največja vzroka za to sta bila izčrpanost igralcev po Svetovnem prvenstvu v JAR, saj je imel klub ogromno reprezentantov (največ seveda nemških), ter slaba igra v obrambi, saj se je Van Gaal premalo posvečal obrambnim nalogam. Slabe predstave iz Bundeslige so sprva omilile dobre igre v Ligi prvakov, vendar je po izpadu kluba iz Lige prvakov proti Interju, kjer so prvo tekmo brez težav zmagali, nato pa pred domačimi gledalci zaradi slabe igre v obrambi prejeli poceni zadetke, prišel trener pod plaz kritik. Vodstvo kluba je sporočilo da bo Van Gaal po koncu sezone odšel in da bodo začeli iskat novega trenerja. Kljub tej napovedi so se slabe igre nadaljevale in Bayernu je grozilo celo, da se ne bo uvrstil niti v kvalifikacije za Ligo prvakov, zato je vodstvo ukrepalo in takoj prekinilo pogodbo z Van Gaalom. Začasni trener je postal Andries Jonker, ki je moštvo uspel popeljati na 3. mesto in tako zagotoviti vsaj kvalifikacije za Ligo prvakov. 
Še pred koncem sezone so iz kluba sporočili, da bo novi trener kluba postal takratni trener Leverkusna Jupp Heynckes, ki je v preteklosti že vodil klub. Vodstvo se je tudi odločilo za okrepitev obrambe, tako da so v klub pripeljali reprezentančnega vratarja Manuela Neuerja iz Schalkeja, Brazilca Rafinho iz Genoe ter reprezentančnega branilca Jeroma Boatenga iz Manchester Cityja. Klub je zapustil Miroslav Klose, ki se je preselil v Lazio, namesto njega pa je prišel obetavni nemški napadalec Nils Petersen, ki je bil v prejšnji sezoni v dresu Cottbusa najboljši strelec 2. Bundeslige.
V sezoni 2011/12 je Bayern prišel do finala, kjer je izgubil s klubom Chelsea. Bayern je tako izgubil pri sebi doma na Allianz Areni. Kar mu ni uspelo v sezoni 2011/12, mu je uspelo v nasednji kjer je na stadionu Wembley in postal prvak. Leta 2013 je Bayern prevzel  trener Josep Guardiola. Iz svojega bivšega kluba Barcelona je pripeljal Thiaga Alcantaro.Klub se okrepil tudi z drugimi igralci kot so Mario Götze, Robert Lewandowski, Mehdi Benatia, Jose Manuel Reina in drugi.
Poleti 2016 je klub prevzel trener Carlo Ancelotti. Bayern se je pod Ancelottijem okrepil z igralci kot so Mats Hummels, Renato Sanches, James Rodríguez, Corentin Tolisso in Niklas Süle.

## Moštvo sezone 2023/24
| Vratarji  |              |                     |
| 1         | Nemčija      | Manuel Neuer        |
| 18        | Izrael       | Daniel Peretz       |
| 26        | Nemčija      | Sven Ulreich        |
| Branilci  |              |                     |
| 2         | Francija     | Dayot Upamecano     |
| 3         | Južna Koreja | Kim Min-jae         |
| 15        | Anglija      | Eric Dier           |
| 19        | Kanada       | Alphonso Davies     |
| 21        | Japonska     | Hiroki Ito          |
| 22        | Portugalska  | Raphaël Guerreiro   |
| 23        | Francija     | Sacha Boey          |
| 28        | Nemčija      | Tarek Buchmann      |
| 44        | Hrvaška      | Josip Stanišić      |
| 48        | Maroko       | Adam Aznou          |
| Vezisti   |              |                     |
| 6         | Nemčija      | Joshua Kimmich      |
| 8         | Nemčija      | Leon Goretzka       |
| 16        | Portugalska  | João Palhinha       |
| 27        | Avstrija     | Konrad Laimer       |
| 36        | Nemčija      | Noël Aséko-Nkili    |
| 42        | Nemčija      | Jamal Musiala       |
| 45        | Nemčija      | Aleksandar Pavlović |
| Napadalci |              |                     |
| 7         | Nemčija      | Serge Gnabry        |
| 9         | Anglija      | Harry Kane          |
| 10        | Nemčija      | Leroy Sané          |
| 11        | Francija     | Kingsley Coman      |
| 17        | Francija     | Michael Olise       |
| 20        | Nemčija      | Arijon Ibrahimović  |
| 25        | Nemčija      | Thomas Müller       |
| 31        | Avstralija   | Nestory Irankunda   |
| 39        | Francija     | Mathys Tel          |

## Klubske barve

### Domači dres
Ob ustanovitvi kluba sta bili za uradne barve kluba proglašeni modra in bela, vendar je Bayern igral v belih srajcah in črnih hlačah vse do leta 1905, ko so vstopili v ligo MSC. Vodstvo lige je odločilo, da morajo igralci nastopati v rdečih hlačah. Bayern je v rdečo-beli kombinaciji igral večino svojega obstoja, vendar se je občasno na dresih pojavljala tudi modra. Od leta 1995 do leta 1999 so bili dresi modre barve, vendar se je vodstvo leta 1999 odločilo, da ponovno preidejo na prvotne barve, ki so v uporabi še danes. 

### Gostujoči dres
Gostujoči dres je skozi leta vseboval široko paleto barv; od črne, bele do modre in zlato-zelene. 

## Stadion
Bayern odigral svojo prvo pripravljalne tekme v Schyrenplatz v centru Münchna. Prve uradne tekme so potekale na Theresienwiese. Leta 1901 se je Bayern  preselil v svoje prvo lastno igrišče v Schwabing na Clemensstraße. Po vstopu v športno organizacijo München (MSC) leta 1906 se je Bayern preselil na Leopoldstraße. Kasneje je klub veliko selil po različnih igriščih po Münchnu. 
Za olimpijske igre leta 1972 v Münchnu, je bil zgrajen Olimpijski stadion. Na stadion, ki je znan po svoji futuristični obliki, se je Bayern preselil na zadnji tekmi sezone 1971-1972. Stadion je sprejel 79 tisoč gledalcev. Kompleks je počasi postal zastarel, kot območje kulturne dediščine pa ga niso smeli temeljito prenoviti. Po obsežni razpravi so se leta 2000 zvezne oblasti odločile za gradnjo novega športnega objekta. Tako so tudi za potrebe prihajajočega svetovnega prvenstva leta 2005 zgradili najsodobnejši štadion poimenovan Allianz Arena. Štadion sprejme 70 tisoč gledalcev, zaradi svoje edinstvene arhitekture pa je postal prava turistična znamenitost. Posebnost stadiona so elektronske zunanje plošče, ki lahko spreminjajo barvo. Praviloma je osvetljava stadiona rdeča ko igra Bayern, modra ko igra 1860 München in bela ko igra reprezentanca.

## Navijači
FC Bayern ima več kot 277.000 članov in 4000 fanclubov, zaradi česar je klub z največjim številom organiziranih navijačev v Nemčiji. Večina navijačev sicer prihaja iz Bavarske, a ima veliko pristašev tudi drugod po Nemčiji in svetu. Najpomembnejše navijaške skupine so Schickeria München, Red Munichs '89, Südkurve '73, Munichmaniacs 1996, Service Crew München, Red Angele, Tavernen Crew München, in Red Sharks. Himna navijačev je Stern des Südens, od leta 1960 pa se pogosto uporablja tudi Forever Number One ter fraza Mia san Mia ("smo kar smo")!

## Rivalstva
Bayern je eden izmed treh poklicnih nogometnih klubov v Münchnu. Bayernov glavni lokalni rival je TSV 1860 München, ki je bil najuspešnejši klub v Münchnu 1960. Kljub temu, da je sedaj 1860 München v drugi ligi tako imenovani Münchner Stadtderby še vedno precej pričakovan dogodek. Tretji klub iz Münchna je SpVgg Unterhaching, ki pa se giba v nižjih ligah. Od leta 1920 je bil 1. FC Nürnberg glavni tekmec Bayerna na Bavarskem. Še od tistih časov obstaja rivalstvo med tema dvema ekipama, njune tekme pa so poimenovali bavarski derbi. Bayern ima tudi močno rivalstvo z  1. FC Kaiserslauternom ter z Borussio iz Dortmunda, ki je največji Bundesligaški derbi.